# David A. Trampier
David A. Trampier (22 avril 1954 – 24 mars 2014) est un artiste et écrivain dont les œuvres réalisées pour le compte de la société TSR ont illustré une partie des premières éditions du jeu de rôle Donjons et Dragons. Nombre de ses dessins illustrations, comme celle de la couverture de l'édition originale du "Manuel des Joueurs", sont devenues emblématiques. Trampier est aussi le créateur du comic strip "Wormy" qui a paru dans le magazine Dragon pendant plusieurs années.
À la fin des années 1980, alors que sa carrière est à son apogée, Trampier se retire soudainement du monde du jeu et se met à vivre une vie de reclus. Pendant de nombreuses années, personne n'a su où était Trampier et des rumeurs sur sa mort ont circulé; son beau-frère, Tom Wham, l'a toujours nié, mais fut obligé d'admettre que même lui ne savait pas où était Trampier, ni ce qu'il faisait.
Trampier est retrouvé par accident en 2002, alors qu'il est chauffeur de taxi à Carbondale (Illinois), lorsqu'un reporter local publie un reportage sur lui accompagné de son nom et de sa photographie. Plusieurs éditeurs tentent immédiatement de reprendre contact avec lui, mais Trampier refuse et indique qu'il souhaite qu'on le laisse tranquille. Une décennie plus tard, Trampier qui a besoin d'argent envisage de publier un livre et accepte d'être l'invité d’honneur de la convention de jeu de Carbondale prévue en avril 2014. Mais il meurt trois semaines avant la convention...

## Carrière
En 1977, TSR commence à développer une nouvelle version de leur populaire jeu de rôle Donjons et Dragons appelée Règles avancées de Donjons et Dragons (abrégée AD&D pour "Advanced Dungeons & Dragons"). Contrairement aux règles précédemment éditées par TSR, qui avaient été des livrets à couverture souple de piètre qualité, les règles d'AD&D sont des livres lithographiés de grande qualité, dotés d'une couverture rigide illustrée en couleur et des nombreuses illustrations intérieures en noir et blanc. Le premier livre à être publié sera le "Manuel des Monstres" en 1977 et Trampier, avec d'autres artistes comme David Sutherland ou Tom Wham, est chargé d'en assurer l'illustration. Tim Kask, l'éditeur de Dragon magazine, déclare dans un compte rendu que les nombreuses illustrations du livre sont "exceptionnelles" et qu'elles "valent à elles seules prix du livre".
Cependant, c'est la parution du livre suivant, le "Manuel des Joueurs", qui va assurer à un Trampier qui n'a pas encore vingt-cinq ans, sa réputation. La première de couverture est une illustration de Trampier d'un temple pillé par un groupe d'aventuriers, avec en particulier une énorme statue diabolique et la quatrième de couverture comprend une représentation de l’auteur du livre, Gary Gygax. Jusqu'à son remplacement par une nouvelle illustration en 1982, cette couverture sera le symbole de ce jeu à la popularité croissante. Trampier créé aussi plusieurs dessins pour les illustrations intérieures du "Manuel des Joueurs". Il continue à contribuer de manière importante aux productions de TSR dans les premières années de la société. Parmi ses œuvres les plus remarquables, on peut citer:
- La couverture et certaines des illustrations intérieures du jeu de rôle Gamma World (1978).
- Le plateau du Jeu de guerre Divine Right (1979).
- La couverture de "L'écran du Maître de Donjon" (1979) [Winner of the Gamer's Choice Awardfor 1979][6].
- La couverture de l'aventure "The Village of Hommlet" pour AD&D (1979)
- Plusieurs illustrations pour les 3e et 4e livres de règles d'AD&D, le "Guide du Maître de Donjon" (1979) et le "Deities & Demigods" (1980).
- Les illustrations intérieures de nombreuses aventures d'AD&D.

Ses dessins sont généralement signés de ses initiales, DAT.

### Wormy
Le numéro de septembre 1977 de Dragon (n°9) présente une nouvelle bande dessinée en 6 cases signée Trampier : Wormy. Le premier strip présente le personnage titre, un dragon amateur de jeu de guerre et escroc qui mâchouille sans cesse un cigare, et les numéros suivants révèlent la bande de gobelins et d'ogres qui sont ses voisins et amis. Les histoires sont racontées du point de vue d'adversaires des personnages de Donjons et Dragons; le magicien, le guerrier et autres protagonistes que les joueurs sont censés incarner, y sont inévitablement présentés comme des intrus inopportuns. "Wormy" continue à paraître dans "Dragon" pendant les dix années suivantes, jusqu'au numéro 132 d'avril 1988.

### Titan
En 1980, Trampier et Jason McAllister conçoivent ensemble un jeu de guerre intitulé Titan, pour lequel Trampier réalise également les illustrations. Le but de ce jeu est simplement de vaincre les armées des autres joueurs en utilisant chaque victoire pour accroître leur pouvoir jusqu'à ce qu'il ne reste qu'une seule armée. Trampier et McAllister publient le jeu à compte d'auteur par le biais de leur société "Gorgonstar". Il est réédité par Avalon Hill en 1982 et gagne en popularité. Des critiques sur "Titan" paraissent dans plusieurs numéros de "General", le magazine d'Avalon Hill, et il restera au catalogue des ventes jusqu'à la disparition d'Avalon Hill en 1998. En 2008, Valley Games publie une nouvelle édition de "Titan" sans les illustrations de Trampier.

## Disparition
À la fin des années 1980, David Trampier disparaît soudainement. Le dernier épisode de "Wormy" paraît dans le numéro d'avril 1988 de Dragon (n°132); en dépit que fait que la bande-dessinée se trouve alors au milieu d'une histoire inachevée, aucun épisode de "Wormy" ne verra jamais le jour. Dans le numéro d'août de "Dragon" (n°136), en réponse à la lettre d'un lecteur, les éditeurs de "Dragon" écrivent : "Nous sommes au regret de vous annoncer que 'Wormy' ne paraîtra plus dans Dragon Magazine. Nous étudions la possibilité de publier une autre série graphique dans le futur". Kim Mohan, alors éditeur de "Dragon", dit à Phil Foglio que les paiements pour "Wormy" et autres royalties envoyés à Trampier leur avaient été retournés sans avoir été ouverte. Foglio explique que "lorsque les chèques d'un artiste ne sont pas encaissés, celui-ci est présumé décédé".

## Réapparition
En février 2002, le journaliste Arin Thompson fait un reportage de terrain la nuit avec un chauffeur de taxi local pour un article du journal des étudiants de la Southern Illinois University. Le chauffeur de taxi se révèle être David Trampier, qui raconte à Thompson avoir déménagé de Chicago à Carbondale (Illinois) environ huit mois auparavant. Thompson, qui ne connaît pas le travail d'artiste de Trampier, publie l'histoire et la photographie de Trampier dans le "Daily Egyptian" le 15 février 2002.
Les rumeurs selon lesquelles Trampier est toujours vivant commencent à se répandre; plusieurs individus et maisons d'édition le contactent pour se renseigner sur la possibilité de commander de nouveaux dessins, de rééditer d'anciennes illustrations ou de l'inviter à des conventions. Trampier repousse toutes les tentatives de le ramener dans le monde du jeu de fantasy et continue de conduire de taxi. En 2003, Wizards of the Coast déclare que Trampier est "vivant et  bien portant", mais qu'il "ne travaille actuellement plus dans le jeu ou la bande-dessinée". En 2004, le confrère et beau-frère de Trampier, Tom Wham déclare qu'il croit que Trampier "vit toujours quelque part en Illinois".
En 2008, Trampier se rend à "Castle Perilous Games & Books", un magasin de jeux de Carbondale, pour voir la nouvelle édition de "Titan" éditée par Valley Games. C'est le seul contact qu'il initie avec la communauté des joueurs avant longtemps.

## Mort
À la fin de l'année 2013, plusieurs évènements malheureux frappent David Trampier. Il fait une attaque, perd son travail lorsque la Yellow Taxi Company ferme ses portes et découvre qu'il a un cancer. Ayant besoin d'argent, Trampier contacte Scott Thorne, le propriétaire de "Castle Perilous Games & Books" et propose de vendre huit de ses œuvres originales, dont l'illustration originale de la couverture du Dungeon Master's Screen de 1979. Thorne achète l'œuvre et essaye de convaincre Trampier de faire rééditer sa bande-dessinée "Wormy". Trampier considère l'offre avec suspicion et veut d'abord s'assurer que TSR ne tirera aucun bénéfice de la publication; il semble surpris d'apprendre que TSR a été racheté par Wizards of the Coast presque 20 ans auparavant. Thorne lui indique que Troll Lord Games pourrait être le bon éditeur à approcher.
Trampier accepte une invitation à montrer certaines de ses œuvres originales à une convention de jeux locale, Egypt Wars; cela aurait été sa première relation publique avec l'univers du jeu fantastique depuis sa disparition 25 ans plus tôt. Des représentants de Troll Lord Games ont également prévu de venir à la convention et Thorne espère que Trampier pourra leur parler de cette histoire d'édition. Cependant, Trampier décède brusquement le 24 mars 2014, trois semaines avant la convention.

## Influence
Rich Burlew le créateur de "The Order of the Stick" a exprimé un immense respect pour la place que "Wormy" a tenu dans les premiers strips de D&D et a dit dans une interview qu'il était émerveillé que son comic soit publié en quatrième de couverture de Dragon, à la place qu'occupait autrefois "Wormy", ajoutant qu'il ne se sentait "pas digne de brosser les pieds de Wormy's". Dans le dernier numéro de Dragon magazine (n°359, septembre 2007), Burlew inclus dans son "OOTS" nombre de références à des bandes-dessinées publiées dans le magazine au cours de sa longue histoire, dont un dragon très "Wormy" (avec le chapeau, le cigare et tout) fuyant avant que Wizards of the Coast ne rende le donjon électronique.